# لیگ ۲
 لیگ ۲  (به فرانسوی: Ligue 2) دومین لیگ معتبر فوتبال در کشور فرانسه بعد از لیگ ۱ است. شمار تیم‌های حاضر در این لیگ ۲۰ تیم است.